# Sint-Clemenskerk (Rømø)
De Sint-Clemenskerk (Deens: Sankt Clemens Kirke) is een kerkgebouw op het Deense eiland Rømø.
Het kerkgebouw werd omstreeks 1200 gebouwd en fors vergroot in de 17e en 18e eeuw. Hij is gewijd aan de heilige Clemens, schutspatroon van de zeelieden. In het kerkgebouw hangen meerdere votiefschepen.
Opvallend zijn de 15 haken die aan het balkenplafond hangen. Een aantal dragen de initialen van de mannen die er hun hoed aan konden ophangen.
Vanaf 1800 verkocht de kerk rechten aan families om in de bepaalde kerkbanken te mogen zitten. De opbrengst ervan werd gebruikt voor het onderhoud van het gebouw. Ook nu zijn de namen nog altijd te lezen op de kerkbanken.

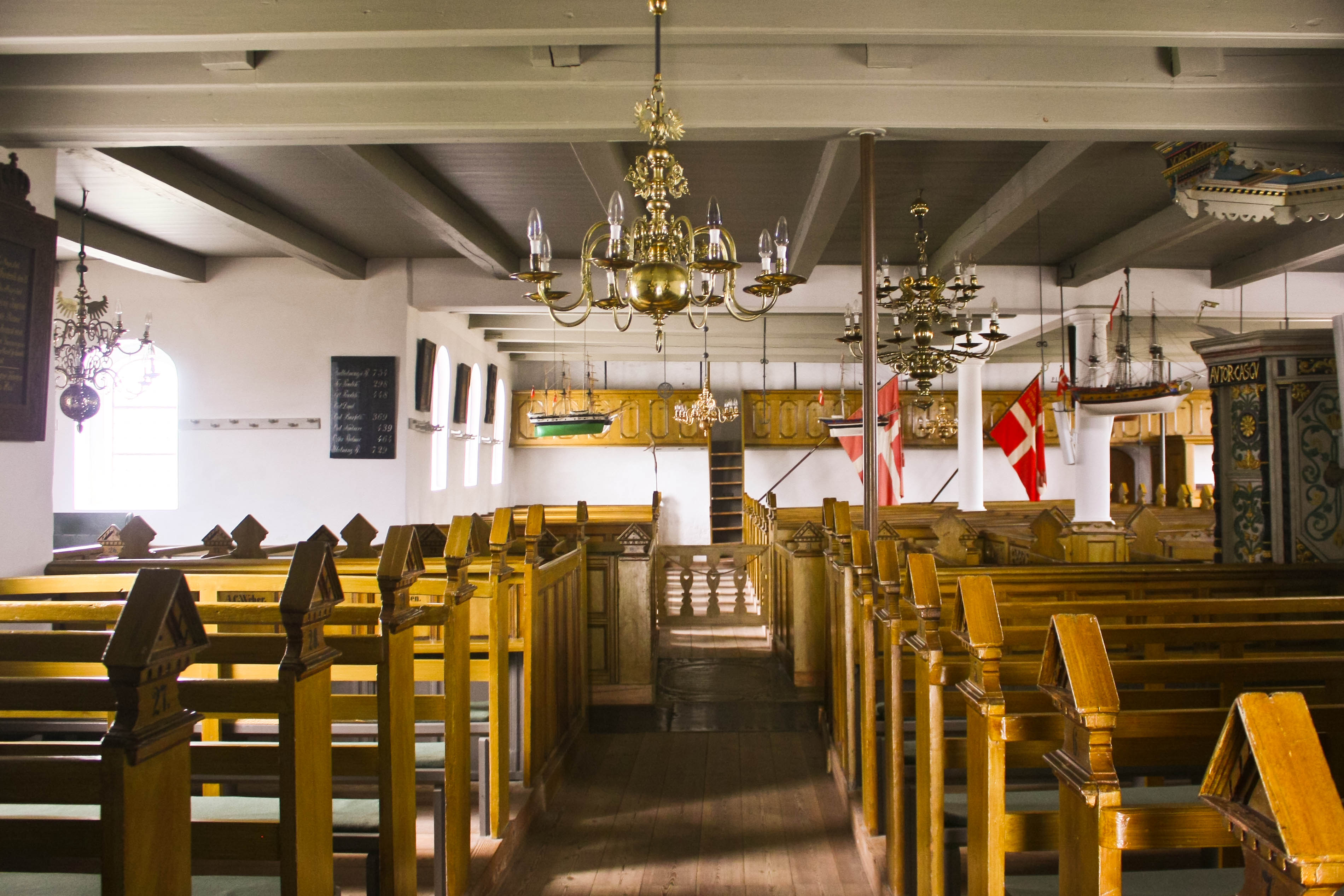
Interieur
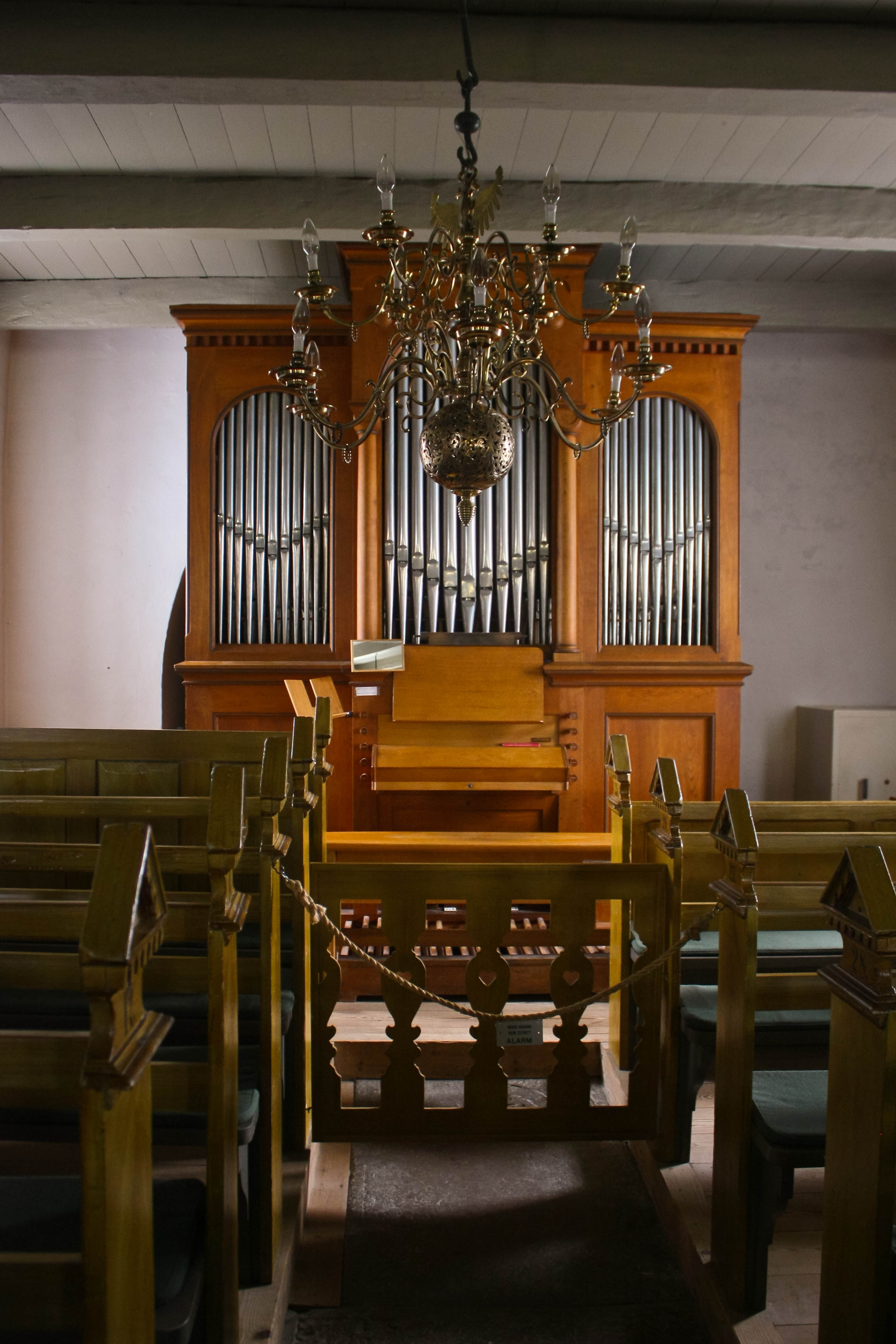
Orgel
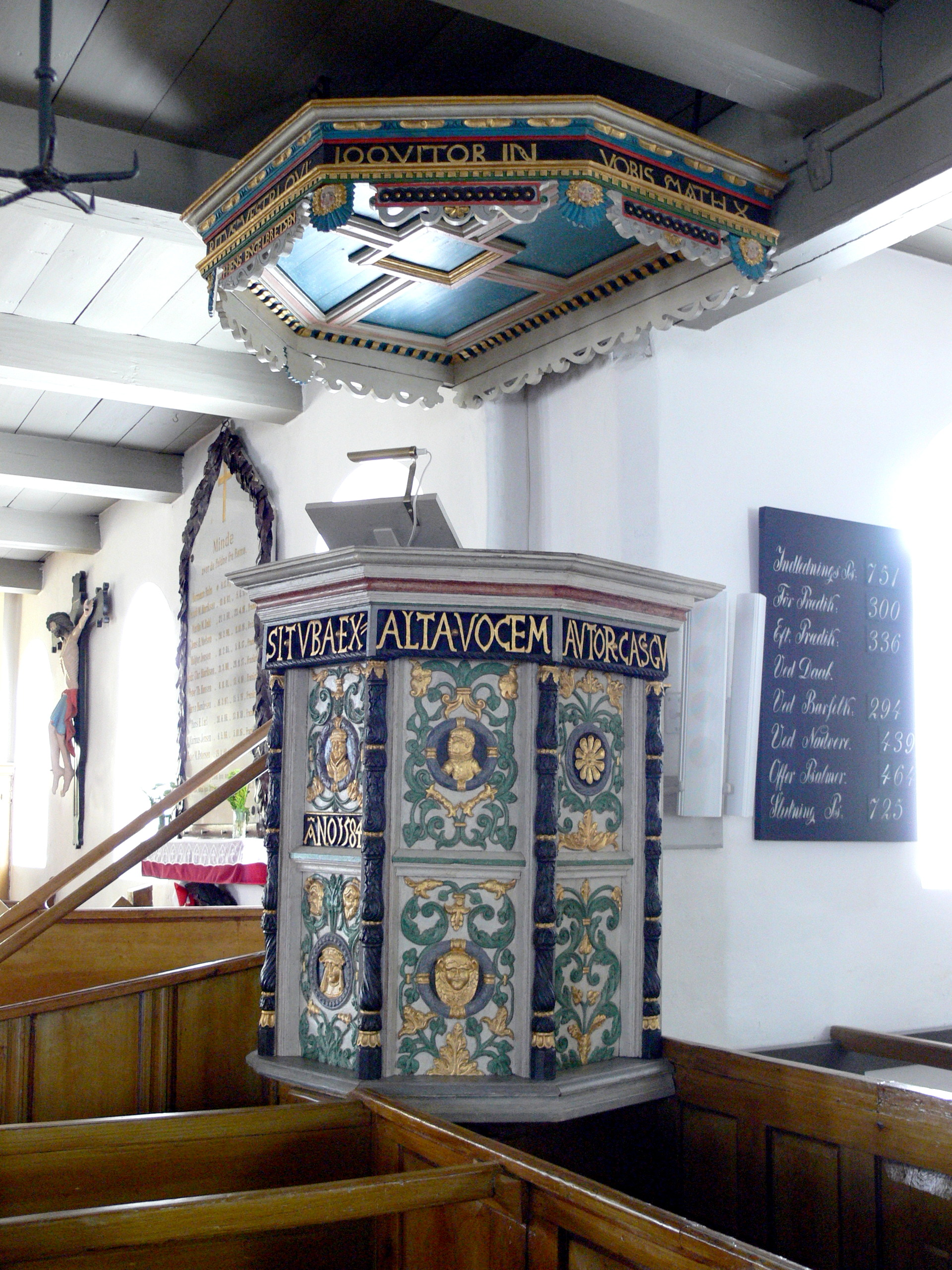
Kansel
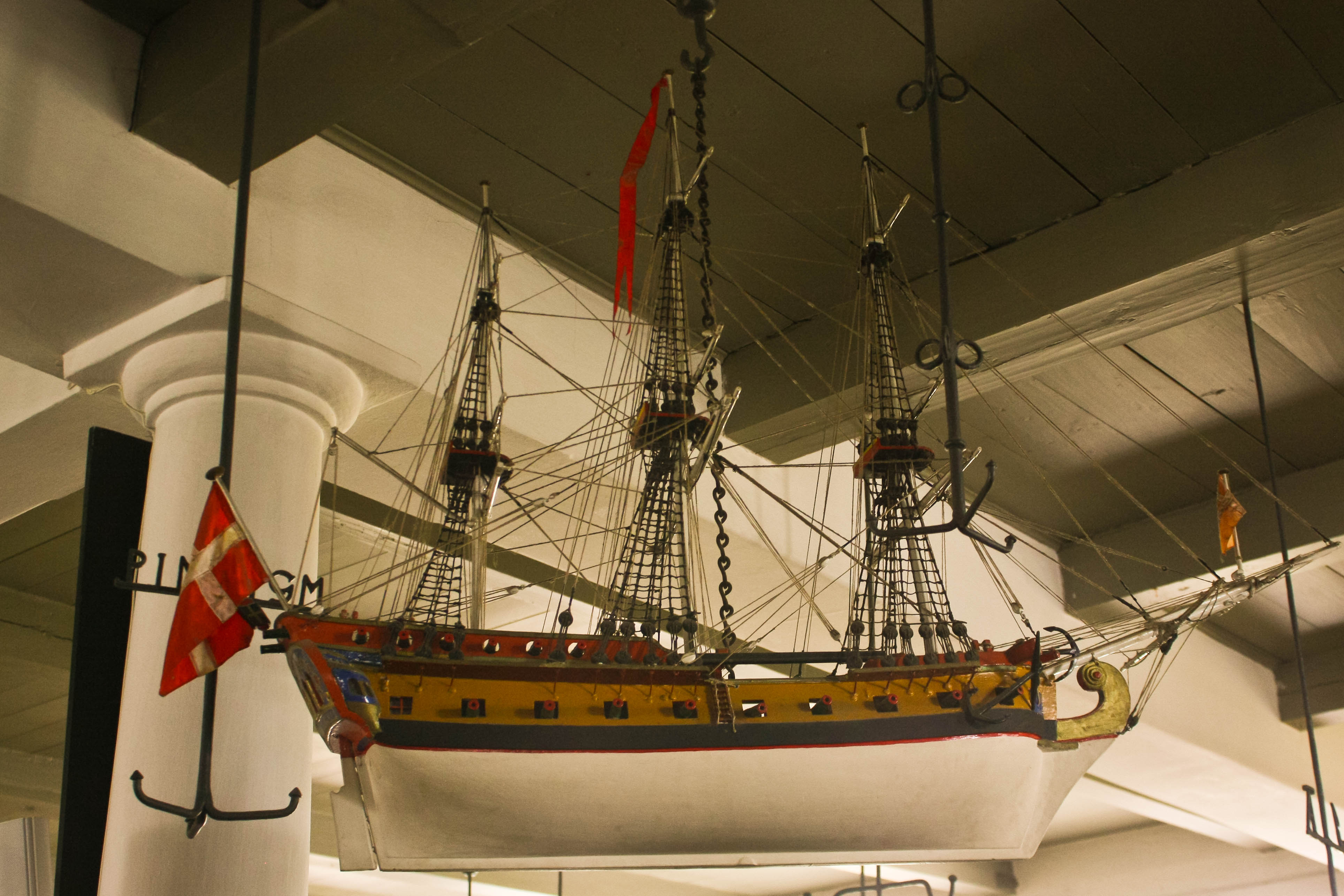
Votiefschip